# برنامه اصل چهار

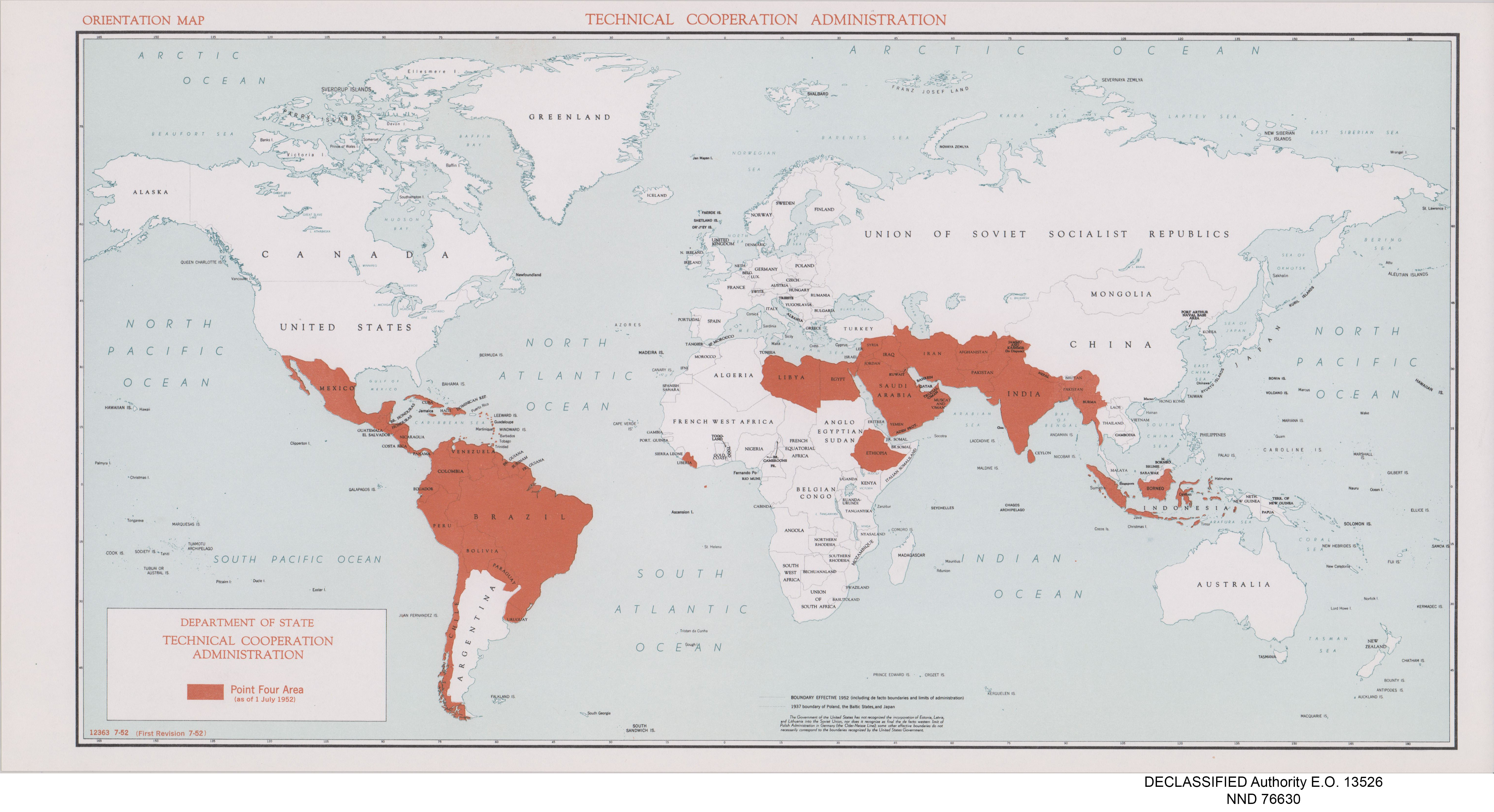
کشورهای برنامه اصل چهار از ۱ ژوئیه۱۹۵۲

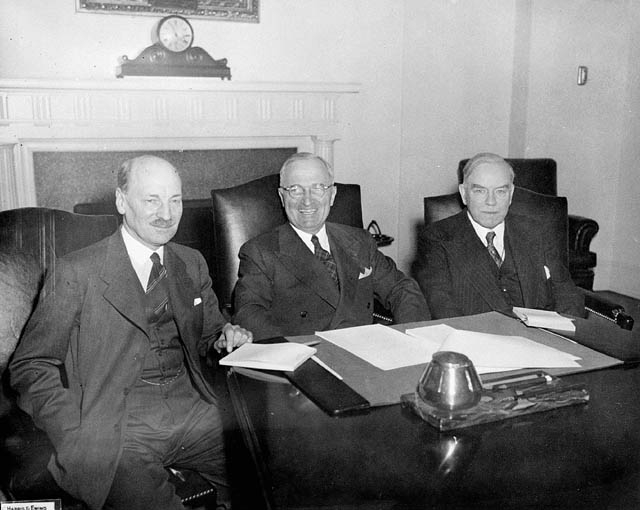
از چپ: کلیمنت اتلی، هری ترومن و مکنزی کینگ در حال مذاکره دربارهٔ انرژی اتمی

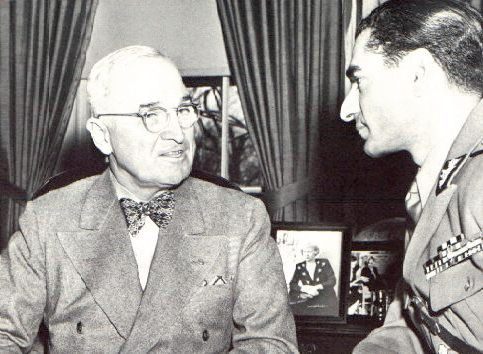
محمدرضا پهلوی و هری ترومن در گفتگو در رابطه با اصل چهار

برنامه اصل چهار (به انگلیسی: Point Four Program)، اشاره به نکته چهارم از سخنان هری ترومن، رئیس‌جمهور ایالات متحده آمریکا در سخنرانی وضعیت کشور آمریکا در سال ۱۹۴۹ دارد.
ترومن در این سخنرانی خود گفت که کشورهای غنی، یک مسؤولیت اخلاقی برای کمک به کشورهای فقیر دارند. در آن زمان برنامه کمک‌های ایالات متحده آمریکا محدود به کمک‌های فنی بود ولی از سال ۱۹۵۰ برنامه امنیت مشترک آمریکا برای کمک به کشورهای ضعیف، جهت جلوگیری از گرایش آنان به سوی اردوگاه شرق بود.

## پیش زمینه
در سال ۱۹۴۷، آمریکا خود را در جنگ سرد علیه شوروی یافت. 
با رهبری دستیاران کاخ سفید کلارک کلیفورد و جورج السی و بن هاردی از مقامات وزارت امور خارجه، دولت ترومن ایده برنامه کمک فنی را به عنوان ابزاری برای تسخیر "قلب و ذهن" کشورهای در حال توسعه پس از کشورهای در حال توسعه مطرح کرد. 
با به اشتراک گذاشتن دانش آمریکایی در زمینه های مختلف، به ویژه کشاورزی، صنعت و بهداشت، مقامات می‌توانند به کشورهای جهان سوم در مسیر توسعه کمک کنند، سطح زندگی را بالا ببرند و نشان دهند که دموکراسی و سرمایه‌داری می‌تواند رفاه افراد را تامین کند. 

### بخشی از سخنرانی ترومن
پرزیدنت ترومن در سخنرانی تحلیف خود در بیست ژانویه ۴۹ چهارمین هدف سیاست خارجی خود را به شرح زیر بیان کرد:
   ما باید یک برنامه جسورانه جدید را برای در دسترس قرار دادن مزایای پیشرفت‌های علمی و پیشرفت صنعتی خود برای بهبود و رشد مناطق توسعه نیافته آغاز کنیم. بیش از نیمی از مردم جهان در شرایطی به سر می‌برند که به فلاکت نزدیک می‌شود. غذای آنها ناکافی است. آنها قربانی بیماری هستند. زندگی اقتصادی آنها بدوی و راکد است. فقر آنها یک نقص و تهدید، هم برای آنها و هم برای مناطق مرفه‌تر است.برای اولین بار در تاریخ بشریت دانش و مهارت لازم برای تسکین درد و رنج این مردم را دارد. 
ایالات متحده در بین کشورها در توسعه فنون صنعتی و علمی سرآمد است. منابع مادی که ما می‌توانیم برای کمک به مردم دیگر استفاده کنیم محدود است. اما منابع بی بدیل ما در دانش فنی دائماً در حال رشد و پایان ناپذیر است.

### برنامه استعماری یا خیرخواهانه؟
ترومن انکار کرد که این یک سرمایه‌گذاری استعماری برای تسلط بر کشورهای دیگر است. در عوض، او اصرار داشت: "امپریالیسم قدیمی - استثمار برای منفعت خارجی - جایی در برنامه‌های ما ندارد. آنچه ما در نظر می‌گیریم یک برنامه توسعه مبتنی بر مفاهیم رفتار منصفانه دموکراتیک است. همه کشورها، از جمله کشور ما، بسیار سود خواهند برد. از یک برنامه سازنده برای استفاده بهتر از منابع انسانی و طبیعی جهان».

### تفاوت اصل چهار با طرح مارشال
طرح مارشال، یک برنامه کمک‌های مادی بود ولی اصل چهارم فراخوانی برای کمک اقتصادی نبود و هدف ایالات متحده به اشتراک گذاشتن "دانش" خود و کمک به کشورها برای توسعه با کمک‌های فنی بود. 

## اصل چهار ایران
ویلیام ‌ای. وارن (به انگلیسی: William E. Warne)، سیاستمدار آمریکایی متخصص در زمینه آبیاری و کشاورزی در سال ۱۹۵۱ از سوی دولت ایالات متحده به ایران فرستاده شد تا آنچه را برنامهٔ اصل ۴ ترومن نام داشت، در این کشور اجرایی کند. او چهار سال در ایران ماند که در تاریخ معاصر ایران از پرحادثه‌ترین سال‌ها بودند.  ویلیام وارن در سال ۱۹۵۶ با انتشار کتابی به نام "ماموریتی برای صلح: اصل ۴ در ایران" عملکرد برنامه اصل ۴ در ایران را مستند نمود. این کتاب به فارسی ترجمه و منتشر شده است. اردشیر زاهدی به عنوان معاون و سپس عضو کمیسیون خزانه‌‏داری‏ اصل ۴ از این دوره در کتاب خاطراتش به کوتاهی می‏‌گذرد. کاظم ودیعی در اینباره گفته است که:
"افسوس! جای‏ برشمردن طرح‌‏ها و نتایج آن و شرح گزارش‏ها از مثبت و منفی خالی‏ست. بعدها دیدیم که حتی یک کتاب بر این طرح نوشته نشد، زیرا چپ‏‌ها و چپ‌‏زن‏ها آن سازمان را سیاه کردند. هر چند در سال‏های اخیر، بعد بیش از ۵۰ سال آقای ویلیام وارن به مدد و تشویق اردشیر زاهدی‏ جانشین دکتر هریس کتابی در باب ایران و اصل ۴ ترومن نگاشت [کتاب فوق در سال ۱۹۵۶ منتشر شده است و اشاره کاظم ودیعی به تاخیر ۵۰ ساله صحیح نیست] و وطنش‏ را روسفید کرد، ولی از آن همه ایرانیان خوب درس خوانده که در آن سازمان‏ در ایران کار کردند، کسی همتی به خرج نداد تا پرونده‏ اصل ۴، روشن‏ به ‏دست تاریخ برسد."
اصلاح نژادی حیوانات
یکی از سرفصل‌های اصل چهار در ایران، اصلاح نژادی حیوانات خانگی و اهلی شامل الاغ، خروس و مرغ است. آمریکایی‌ها مدعی بودند که الاغ‌های ایرانی ضعیف هستند و بر این اساس، صد رأس الاغ از قبرس آوردند و ساکنین روستاها را وادار کردند که الاغ های خودشان را با این الاغ‌های قبرسی جفت‌گیری کنند. این اتفاق، باعث به وجود آمدن ضرب‌المثل آوردن خر از قبرس شد.
استفاده از دیکرو دیفنیل تری کلرواتان
سم‌پاشی یکی از سرفصل‌های اصل چهار ترومن بود. طبق گفته سازمان بهداشت جهانی استفاده از دیکرو دیفنیل تری کلرو اتان در روستاها، اقدامی زیان‌باری بوده است که باعث شده است اثرات سمی آن سال ها یر جانداران، گیاهان، خاک و آب محیط نهادینه شود.